# Jantina Hellingmolen
De Jantina Hellingmolen is een korenmolen in het dorp Aalden in de Nederlandse provincie Drenthe.
De molen werd in 1891 gebouwd nadat een voorganger uit 1835. Al sinds 1652 stond er een molen op deze plek. De opeenvolgende molens waren sinds 1740 in het bezit van de familie Helling. De molen is na de dood van de laatste eigenaresse naar haar genoemd. De molen is in 1952, 1978, 1981 en 1991 gerestaureerd en heeft oudhollands opgehekte roeden met zeilen en een lengte van 20,75 meter. De inrichting bestaat uit twee koppels maalstenen. De molen wordt wekelijks op vrijwillige basis in bedrijf gesteld. De huidige eigenaar is de gemeente Coevorden.